# Римський храм Евори
Римський храм Евори (порт. Templo romano de Évora), інколи ще називають Храм Діани (порт. Templo de Diana) в честь богині Діани, давньоримської богині Місяця, полювання та цнотливості, — древній храм у португальському місті Евора. Храм є частиною історичного центру міста та був включений до класифікації ЮНЕСКО як об’єкт Світової спадщини .   Храм — одна з найзначніших пам'яток, які стосуються римської та лузітанської цивілізацій в Евори та на території Португалії. 

## Історія

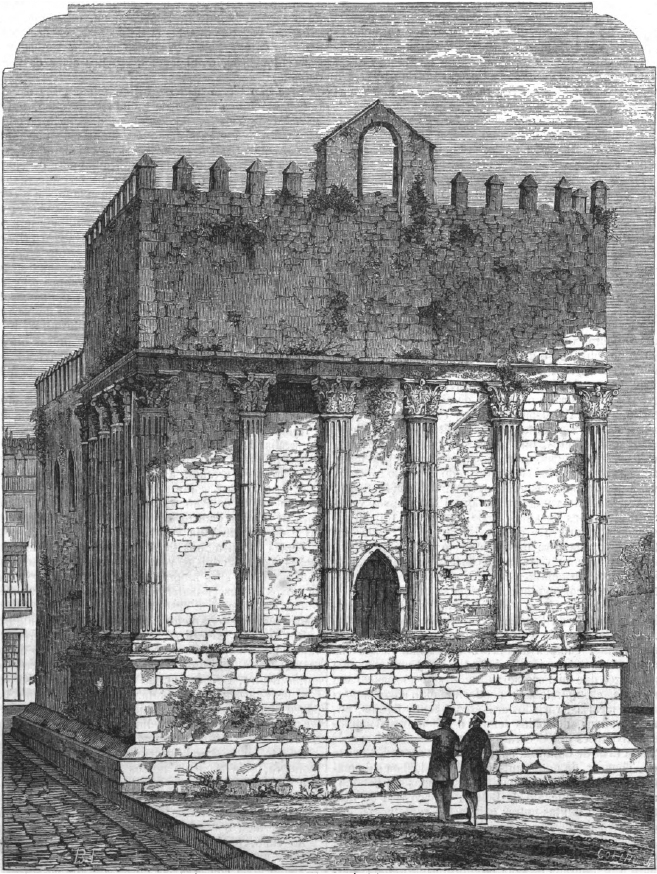
Ескіз 1865 року з Archivo Pittoresco (т. 10), 1865 р., який демонструє середньовічні аспекти вежі, храму та стіни

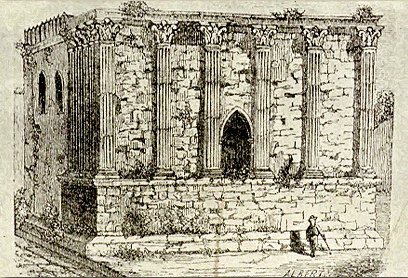
Ескіз храму, близько 1870 р., показує його стан перед реставрацією Джузеппе Кінатті

Вважається, що храм був побудований близько І ст. н.е.  на честь Октавіана Августа, якого шанували як бога під час і після його правління.   
Храм був побудований на головній площі Евори і називався Liberalitas Iulia.   Протягом ІІ та ІІІ століть, з традиційно прийнятої хронології, храм був частиною радикальної перебудови міста, коли релігійне шанування та адміністративна політика орієнтувалися навколо центрального простору; його структура була змінена приблизно в цей період.   
Храм був зруйнований у V столітті через вторгнення германських народів.  
В XIV столітті храм слугував опорою для замку міста.  А у 1467 році король Португалії Афонсу V уповноважив Соейру Мендеша використовувати храмове каміння для будівельних цілей та оборони.  Руїни храму були закладені у вежу замку Евора в середні віки. Фундамент, колони та архітрави храму зберігалися вбудованими в стіни середньовічної будівлі; вежа храму використовувалася як м'ясна крамниця  з XIV століття до 1836 року; це нове використання храмової споруди допомогло зберегти її залишки від повного руйнування.  
У форалі  XVI століття припускається, що храм належав Квінту Серторію, відомому лузіитанському полководцю. 
В записах XVII століття, вперше зробленими священником Мануелем Фіалю, почали з'являтися посилання на "Храм Діани".   Хоча римський храм Евори часто називають храмом Діани, будь-яка асоціація з римською богинею полювання dbgkbdf' з легенди, створеної в XVII столітті португальським священиком.  Інші інтерпретації припускають, що храм, можливо, було присвячено Юпітеру, римському еквіваленту Зевса. 
Перша реконструкція храму відбулася в 1789 році Джеймсом Мерфі. 
До початку ХІХ століття, структура храму все ще була пірамідальної форми, типової для арабських структур пост-реконкісти   У 1836 році храм перестав бути м'ясною крамницею.  
У 1840 році Кунья Рівара, тодішній директор бібліотеки Евори, отримав право розпоряджатися спорудами, які з часів Португальської інквізиції були приєднані до північного фасаду храму.  Ті споруди були знесені, і розпочались перші великі археологічні розкопки в Португалії.   В результаті виявили резервуари примітивного акведука.  У 1863 року стеля храму частково зруйнувалась; резурвуари, виявлені під час розкопок, також були частково знищені під час розширення та озеленення головної площі.  
У 1869 році Аугусто Філіпе Сімоеш запропонував терміново знести середньовічні споруди, захищаючи відновлення первісного виду римського храму.   Три роки потому, під керівництвом італійського архітектора Джузеппе Кінатті, рештки середньовічних споруд були остаточно знесені і проведена програма реставрації відповідно до романтичного періоду.   
1 червня 1992 року Португальський інститут архітектурної спадщини (порт. Instituto Português do Património Arquitectónico) став відповідальним за збереження пам’ятки.  Після публікації 13 вересня 1992 р. (DR176, 2ª Série, Declaração de rectificação de anúncio n.º281 / 2011) був оголошений публічний тендер на пропозиції щодо римського храму та прилеглих територій.  
У період з 1989 по 1994 роки під наглядом німецького археолога Теодора Хаушильда проводились нові розкопки в околицях храму.  

## Архітектура
Храм розташований на центральній площі Евори, акрополя. Він оточений релігійними спорудами, пов'язаними з інквізицією в Португалії, серед яких: Еворський Собор, Палац інквізитора, Палац герцогів Кадавал, Суд інквізиції, Церква та монастир Лоюш, а також публічна бібліотека та музей Евори. 
Первісний храм ймовірно був схожий на Мезон Карре в Німі, Франція. Залишилося від цієї споруди — фундамент (або подіум, виготовлений з правильних і неправильних форм гранітних блоків), руїни сходів, неушкоджена колонада вздовж північного фасаду храму (шість колон) з архітравом і фризом, чотирма колонами на схід із архітравом та фризом та західним фасадом із трьома колонами, без колон та однією пошкодженою базою, разом із архітравом та фризом.    Храм орієнтований на південь, про що свідчить його подвійна бічна конструкція сходів; подальші дослідження Хаушильда свідчать, що комплекс, ймовірно, включав басейн та монументальний портик, у документах, представлених автором у Музеї Евори (у грудні 1993 р.).  Портик спочатку був з шістьма колонами впоперек.   
Фундамент спирається на гранітну основу, з квадратними кутами та залишками округлих поверхонь: подіум завдовжки 25 метрів, шириною 15 метрів і 3,5 метрів заввишки    Стовпи коринфських колон мають висоту від 1,2 метра до 6,2 метрів,  вони розташовані на круглих тумбах з білого мармуру з Ештремошу. Абаки капітелей прикрашені квітковими мотивами (нігтики, соняшники та троянди). Храм був оточений дзеркальним басейном, про що свідчать знахідки наприкінці ХХ століття.    
Зовнішній вигляд храму, хоча й вважається однією з найкраще збережених римських руїн на півострові, був фактично відновлений у романтичному стилі Джузеппе Сінатті, слідуючи популярним тогочасним уявленням та теоріям. 

## Галерея

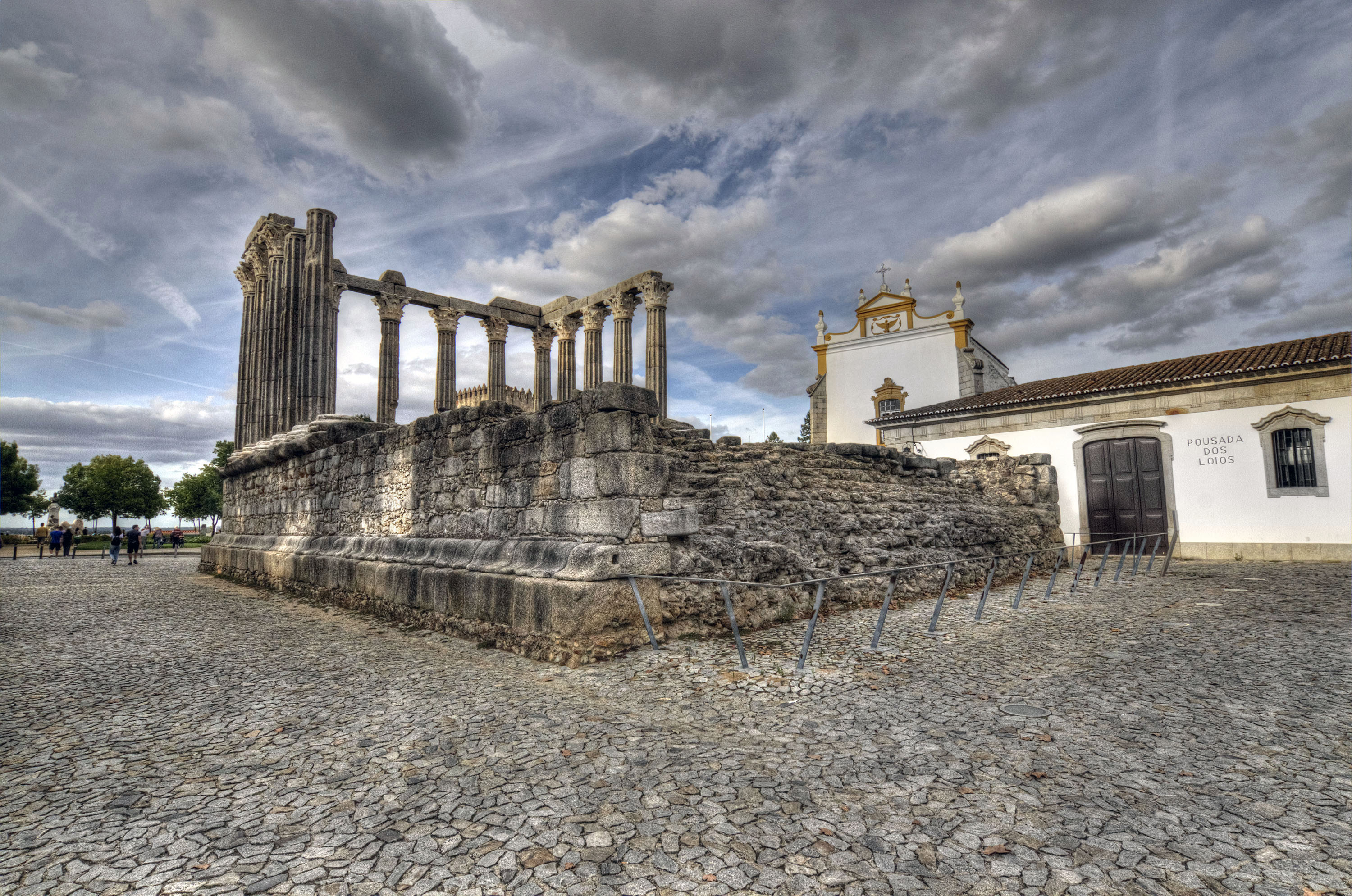
Вид на храм
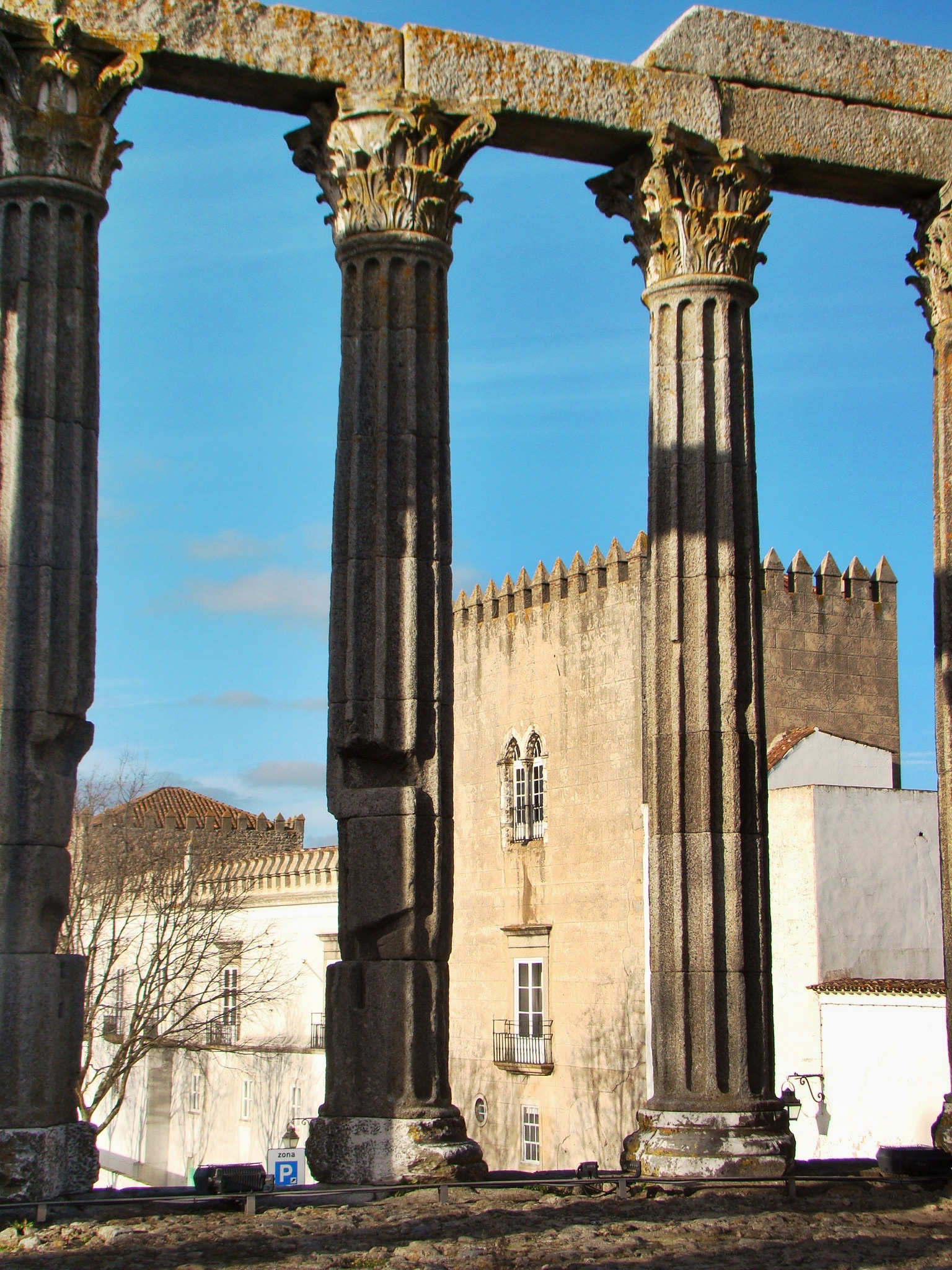
Колони храму та коринфські капітелі
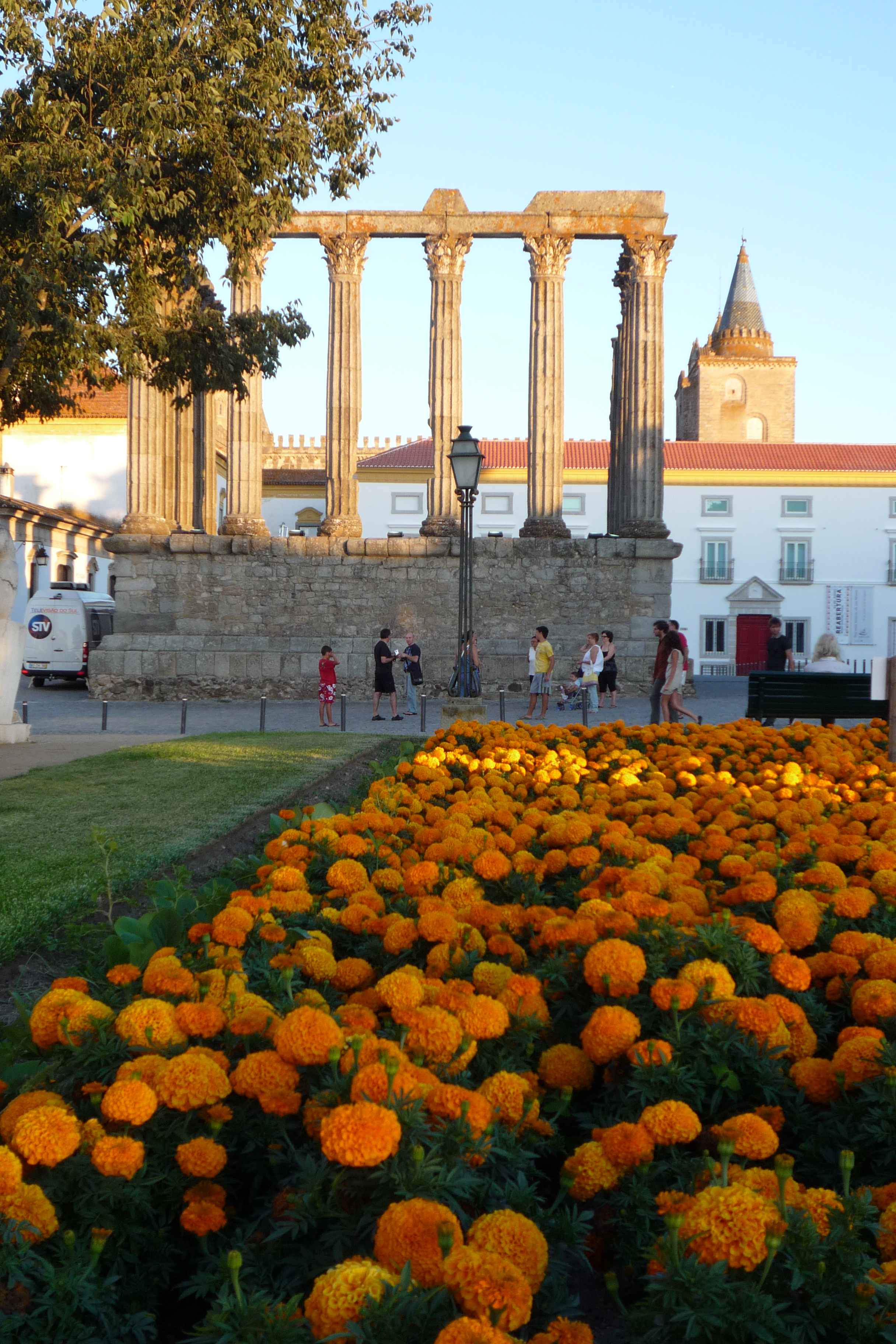
Доглянуті сади історичної площі, з храмом, музеєм (колишній палац архієпископа) та північною вежею собору на задньому плані
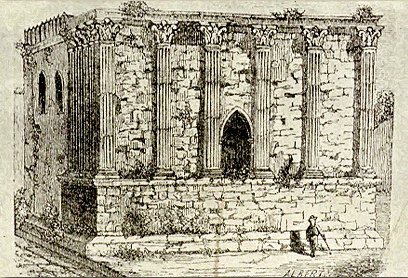
Храм на ескізі 1870 року
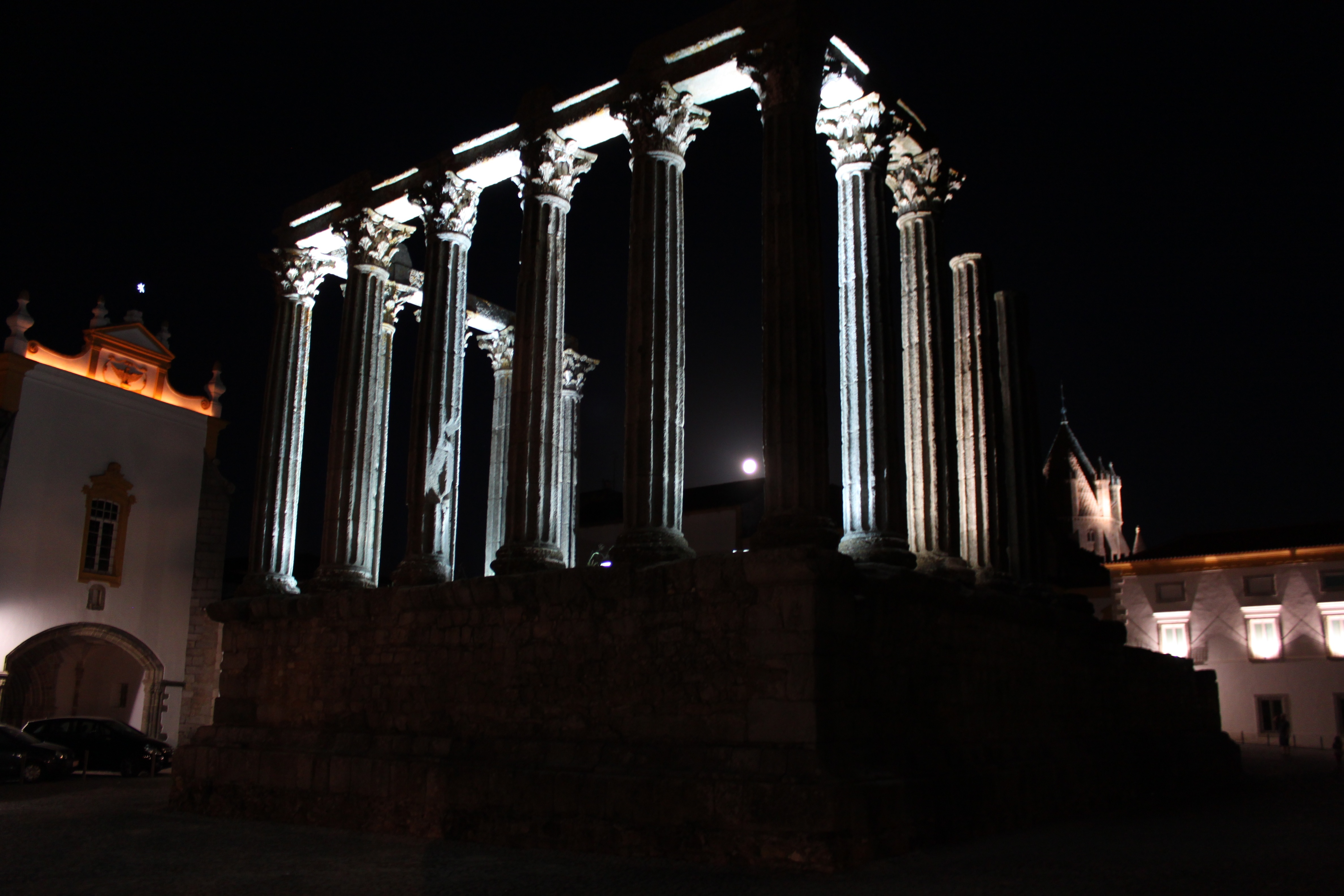
Храм у ночі